# 何才
所羅門·何才爵士，TC，GCMG，GCVO，OBE[?]（1905年4月20日—1983年11月15日），通稱何才，千里達及托巴哥公務員、政治家，1960年出任千里達及托巴哥獨立前最後一任總督，並於1962年成為獨立後首任總督，至1972年卸任。他是歷史上首位獲英國委任為總督的華人和加勒比人，也是英國各直轄殖民地中首位非白人總督。
何才於1905年生於牙買加殖民地（今牙买加），幼年時即隨家人移居千里達的布蘭奇斯尤斯；1928年進入千里達政府的公務員體系，在成為總督前歷任勞工事務專員、副輔政司和輔政司（後更名為布政司）等職。在總督任內，何才與千里達及托巴哥總理埃里克·威廉斯緊密合作，並積極支持推動公務員本地化。在任後期，他見證當地黑人权力運動的崛起，並因應國內騷亂兩度宣布國家紧急状态。此外，何才曾於1966年接待訪問千里達的英國女王伊丽莎白二世伉儷。卸任後的何才返回布蘭奇斯尤斯，過著平靜的退休生活，後於1983年逝世。

## 生平

### 早年
所羅門·何才於1905年4月20日生於牙買加殖民地（今牙买加），父母皆為出身平民的客家人，原籍廣東省寶安縣。兩歲時，何才隨家人移居至千里達及托巴哥殖民地特立尼达岛上的沿海小鎮布蘭奇斯尤斯；1917年至1922年間，他入讀位於千里達及托巴哥首府西班牙港的天主教學校聖瑪麗學院。

### 職業生涯

#### 公務員
1928年，何才進入千里達政府的公務員體系，最初在海岸船務處（Coastal Steamers Department）擔任初級理貨員（junior tally clerk），看管港口的政府倉庫，後於1931年轉任港口及海事處（Port and Marine Department）職員；1939年，何才成為千里達工業顧問署（Industrial Adviser's Department）職員，因任內表現傑出，於1943年獲國際勞工組織資助，保送往加拿大接受統計和普通勞工管理方面的訓練，為期一年。
返回千里達後，何才屢獲提拔，於1944年獲擢升為勞工事務主任（Labour Officer）、1946年成為副工業顧問（Deputy Industrial Adviser），1949年轉任勞工事務專員（Commissioner of Labour），統管千里達地區勞工事務，任內並獲英國政府頒授英帝國官佐勳章；1955年升任副輔政司、1956年升任地位僅次於總督的輔政司（後更名為布政司）一職，是各英國殖民地中首位华人輔政司。在官場外，何才同時也是千里達華人協會的會員，並活躍於當地華人的板球俱樂部活動中。
擔任輔政司（布政司）期間，何才身兼千里達及托巴哥行政局和立法局的官守議員，並在時任千里達及托巴哥總督德華·比瑟姆爵士身在外地時署理他的職務。1957年，英國政府頒授何才聖米迦勒及聖喬治同袍勳章，以答謝他多年來對國家的貢獻。

#### 總督
1960年7月4日，何才以54歲之齡，繼比瑟姆後成為千里達及托巴哥總督兼總司令，是歷來首位獲英國委任為總督的華人和加勒比人，也是英國各直轄殖民地中首位非白人總督。上任前，他獲英國女王伊丽莎白二世頒授聖米迦勒及聖喬治爵級司令勳章，成為爵士。何才獲委任為總督一事，代表英國當時正逐漸放手殖民地事務。

1962年至1976年間使用的千里達及托巴哥總督旗

何才出任總督前不久的1958年，千里達加入由英屬西印度群島各殖民地新組成的西印度群島聯邦；然而在1962年，牙買加首先經公投決定退出聯邦，時任千里達及托巴哥總理埃里克·威廉斯決定跟隨，千里達遂於同年5月31日退出聯邦。此事不僅象徵著西印度群島聯邦的崩解，同時亦加快了千里達的独立進程。1962年8月31日，千里達正式宣告獨立，惟仍尊英國君主為其國家元首；時任總督的何才旋即獲英國政府委任為獨立後首任總督（英文職銜由晉為）兼總司令，同年獲頒聖米迦勒及聖喬治爵級大十字勳章。
何才在任總督期間，與威廉斯內閣關係融洽、聲望良好，不過由於千里達政府的實權大多歸於總理，總督僅為英國君主名義上的代表，故何才基本上並不握有實權。儘管如此，在何才的支持下，千里達政府方得以成功推動公務員本地化，逐步以當地加勒比人取代來自英國本土的英國人；至於以往政府內往往由英國人擔任的高級職位，也開始由當地人接任。此外，何才亦多次代表政府接待到訪的外國元首，其中包括時任埃塞俄比亚帝国皇帝海尔·塞拉西一世和時任尚比亞總統肯尼思·卡翁达等人；伊莉莎白二世伉儷於1966年訪問千里達時，亦是由何才進行接待，事後他更獲伊莉莎白二世親授皇家維多利亞爵級大十字勳章。
1967年4月，何才夫婦應中華民國政府邀請出訪臺灣，4月17日乘國泰航空飛機經东京抵達臺北展開為期兩星期的訪問，時任考試院院長孫科、時任外交部部長魏道明夫婦和時任僑務委員會委員長高信等人皆在機場歡迎；訪臺期間，何才夫婦除了勘查了臺灣中、南部各處的經濟、軍事和教育等設施以外，並特地於4月20日前往參觀國立故宮博物院，隨後與時任副總統嚴家淦夫婦、前行政院院長何應欽一級上將夫婦、魏道明夫婦、時任司法行政部（今法務部）部長鄭彥棻夫婦、時任中國國民黨中央委員會秘書長張寶樹夫婦和時任外交部次長楊西崑夫婦及夏功权夫婦等人共同在圓山大飯店慶祝何才的62歲壽辰。何才夫婦臨走時，魏道明、何應欽、時任僑務委員會副委員長何宜武和時任外交部次長桂宗尧等人皆前往機場送行。
除英國政府外，何才亦曾獲千里達政府授勳；1969年，千里達政府設立了三一十字勳章，為該國的最高榮譽，專門頒授予對千里達具有重大貢獻的人物，何才成為首批三一十字勳章得主。
何才在任總督後期，見證了黑人权力運動的興起。千里達當地的黑人權力運動最先由西印度群岛大学千里達校區學生會於1968年發起，後與工会組成聯合陣線，經常組織示威遊行，促請政府改善基層民生、保障有色人种權益，聲勢日益浩大。1970年4月6日，千里達警方在一次黑人權力運動遊行中驅散示威者時，造成一名示威者死亡；此一事件隨即導致糖業工人於4月13日發動罷工，並醞釀組織全國大罷工。在威廉斯的要求下，何才於4月21日頒布緊急命令，宣布全國進入紧急状态，期間內有15名黑人權力運動領袖被政府拘留；緊急命令頒布後，一部分支持黑人權力運動的千里達及托巴哥國防軍軍人發動「黑人權力革命」，一度佔領國防軍軍營，不過最終於4月25日投降；之後在何才的支持下，威廉斯對內閣進行改組，同時免去部份參議員的職務，方令事件得以平息。在大約一年多後的1971年10月19日晚，何才第二度頒佈緊急狀態令，後在10月21日拘留10名工運領袖，當中部份人士曾參與1970年4月的「黑人力量」運動示威。不過這次情況比上一次緩和得多，政府方面表示緊急狀態令僅為配合國防和警方行動而發出，何才未有發出宵禁令，亦沒有限制任何室內集會。

### 晚年
何才於1972年9月15日以67歲之齡卸任總督，結束縱橫官場數十年的職業生涯；卸任時，千里達政府為其舉行了盛大的歡送儀式。埃利斯·克拉克爵士隨後接任千里達及托巴哥獨立後的第二任總督，惟千里達於何才卸任四年後的1976年改制為共和國，不再尊英國君主為其國家元首，總督一職遂走入歷史。
卸任後的何才返回幼年居住地布蘭奇斯尤斯，過著平靜的退休生活。1983年11月15日，何才逝世於布蘭奇斯尤斯，終年78歲，身後葬於西班牙港皇家動植物公園。

## 家庭及個人生活
何才生前為皇家大英國協學會會員，興趣是钓鱼。
何才於1935年2月3日與千里達女子黛瑪·哈金斯（Thelma Huggins，1910年9月17日－2010年4月16日）結縭；何才夫人亦為華人，其父名為彼得·哈金斯（Peter Huggins），經營乾貨生意。
何才夫人以熱心於社會運動一事著稱。早在1930年代時，她便已加入當地的華人協會，為千里達華人爭取福利；何才出任總督以後，何才夫人並特別致力於為弱勢族群（尤其是身心障礙兒童）籌款，以協助改善他們的生活。1961年3月20日，何才夫人成立千里達首家何才爵士夫人之家（Lady Hochoy Home），專門照顧有需要的身心障礙兒童；何才爵士夫人之家後來持續發展，向有需要的身心障礙兒童提供接濟、教育和職業訓練等服務。由於在協助弱勢族群方面的貢獻獲得多方面肯定，何才夫人在千里達及托巴哥國內被尊稱為「爵士夫人」（The Lady）。除了曾經獲得教宗保祿六世的表揚外，千里達政府亦曾建議頒授何才夫人三一十字勳章，不過她以自己的貢獻微不足道為理由婉拒了提名，一時傳為佳話。
何才夫婦同為天主教徒，兩人育有一名養女喬伊斯·奇納辛（Joyce Chinasing）。何才逝世後，何才夫人堅持獨自生活，一直到1998年才讓奇納辛把她接回照顧。何才夫人在2000年渡過其90歲壽辰時，當地教會特地舉行感恩弥撒慶祝；晚年的何才夫人身體雖然大不如前，但仍在2008年慶祝了她的98歲壽辰，2009年又慶祝了她的99歲壽辰。2010年4月16日，何才夫人逝世，終年99歲，身後與何才同葬於皇家動植物公園；皇家動植物公園的墓地本來早已額滿，不過園方早先特意預留園內唯一一處空置墓地，讓她得以與亡夫合葬。

## 影響
千里達島上的何才爵士高速公路，以及橄欖球獎項何才爵士獎（Sir Solomon Hochoy trophy）皆以何才之名命名。
2012年，何才獲選為千里達及多巴哥的「國家象徵」（National Icons of Trinidad & Tobago）。

## 榮譽
何才歷年來共獲得以下榮譽^ ：
- 1952年：獲得大英帝國官佐勳章（O.B.E.）[2][3][5]。
- 1957年：獲得聖米迦勒及聖喬治同袍勳章（C.M.G.）[3]。
- 1959年：獲得聖米迦勒及聖喬治爵級司令勳章（K.C.M.G.）[2][3][7]。
- 1962年：獲得聖米迦勒及聖喬治爵級大十字勳章（G.C.M.G.）[1][2]。
- 1966年：獲得皇家維多利亞爵級大十字勳章（G.C.V.O.）[3][4]。
- 1969年：獲得三一十字勳章（英语：Trinity Cross）[2][14]。
- 2012年：獲選為千里達及托巴哥的「國家象徵」（National Icons of Trinidad & Tobago）[2][26]。

## 外部連結
- 千里達總督何才訪華新聞影片（页面存档备份，存于）（中文）
- 千里達及托巴哥的華人（页面存档备份，存于）（英文）
- 西印度群島大學 何才夫婦相關館藏 （页面存档备份，存于）（英文）
- 在Find a Grave上的何才 （英文）

| 官衔                   | 官衔                                         | 官衔                   |
| ---------------------- | -------------------------------------------- | ---------------------- |
| 前任者： 愛德華·比瑟姆 | 千里達及托巴哥總督 （獨立前） 1960年－1962年 | 繼任者： 從英國獨立    |
| 前任者： 從英國獨立    | 千里達及托巴哥總督 （獨立後） 1962年－1972年 | 繼任者： 埃利斯·克拉克 |